# Tanja Jadnanansing
Tanja Malti Jadnanansing (Leiden, 26 april 1967) is een Nederlands bestuurder en voormalig politicus namens de Partij van de Arbeid (PvdA).

## Jeugd, opleiding en carrière
De vader van Jadnanansing is de Hindoestaans-Surinaamse jurist, notaris en literatuurcriticus Carlo Jadnanansing, haar moeder is Arubaans. Jadnanansing groeide op in Suriname. Na haar rechtenstudie aan de Vrije Universiteit Amsterdam (1987-1994) werkte ze bij het Emancipatie Bureau Amsterdam. Ze was medeoprichter en directeur communicatie van een informatiecentrum voor jongeren in Amsterdam (2000-2003). Daarna was zij diversiteitsmanager bij de Nederlandse Publieke Omroep (2004-2006), adviseur jongeren bij de NOS (2006-2007) en presentator en programmamaker bij Multiculturele Televisie Nederland en de omroep Organisatie Hindoe Media (2007-2008). Van 2007 tot 2009 was zij ook samensteller en eindredacteur bij NOS Headlines en van 2009 tot 2010 projectmanager van de permanente nieuwscampagne bij de NOS.
Bij de Tweede Kamerverkiezingen van 2010 stond Jadnanansing op plaats 28 van de kandidatenlijst van de PvdA, wat voldoende was om gekozen te worden. Bij de Tweede Kamerverkiezingen van 2012 stond zij op de de vierde plaats van de kandidatenlijst, en werd ze herkozen. Zij hield zich als Kamerlid bezig met hoger onderwijs en wetenschapsbeleid. Van 2012 tot 2016 was zij voorzitter van de vaste commissie voor Veiligheid en Justitie.
Jadnanansing verliet de Tweede Kamer op 6 september 2016. Zij aanvaardde een functie in het onderwijs, als programmamanager Strategie en Externe betrekkingen op het Albeda College, een mbo-school in Rotterdam.
Sinds 2018 is Jadnanansing voorzitter van het Dagelijks Bestuur van stadsdeel Amsterdam-Zuidoost. Ze geeft op haar socialemediakanalen aandacht aan mensen en organisaties die in de wijken werken aan het tegengaan van sociale achterstand en ongelijkheid.
Ze is sinds 2020 voorzitter van de adviesraad van Nuffic, de Nederlandse organisatie voor internationalisering in onderwijs.
In 2023 nam ze deel aan de theatervoorstelling Her (s)tories, een ode aan de vrouwen uit de Hindostaanse migratiegeschiedenis onder begeleiding van Shantie Singh.
Als voorbeelden en inspiratiebronnen noemde ze in een interview in 2012 Mahatma Gandhi, Oprah Winfrey, Nelson Mandela en Dionne Abdoelhafiezkhan, de drijvende kracht achter Control Alt Delete en IZI Solutions en een van de winnaars van een Black Achievement Award in 2016. Ze is sinds haar 16e hindoeïstisch en mediteert dagelijks; haar moeder en zusje zijn katholiek.

## Erkenning
- 2002 - de diversiteitsprijs van de gemeente Amsterdam[bron?]
- 2002 - Hollandse Nieuwe Publieksprijs, onderdeel van de Hollandse Nieuwe Toneelschrijfprijs bij het literair festival Hollandse Nieuwe, voor haar toneelstuk Birgitta!?[17][18]
- 2018 - bij gelegenheid van Koningsdag 2018 werd Jadnanansing benoemd tot ridder in de Orde van Oranje-Nassau.[19][20]